# Kattenbak

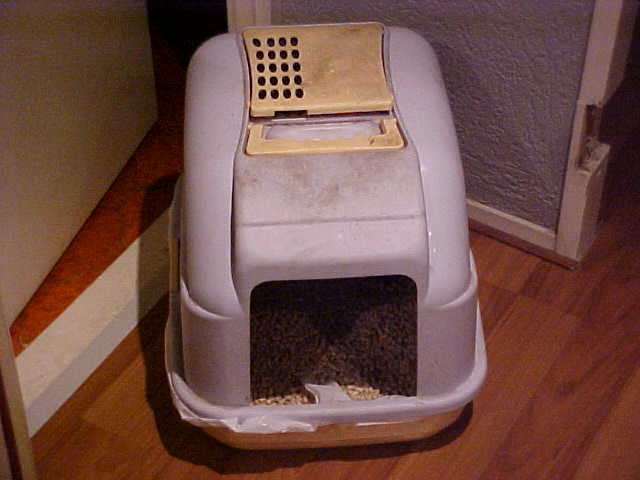
Een kattenbak

Een kattenbak is een toilet voor katten.
Een kat die veel buitenkomt, zal de bak negeren en buiten zijn behoefte doen, maar katten die veel binnenzitten, gebruiken de kattenbak als toilet. De bak wordt gevuld met grit, dat de sterk ruikende urine absorbeert.
Ook zorgt het grit ervoor dat de kat aan zijn natuurlijke drang om z'n behoefte te begraven kan voldoen. Soms zit er op de bak een deksel die dient om geurtjes tegen te houden. Aan de voorkant van deze deksel zit dan een klep, waardoor de kat zich naar binnen (en daarna ook weer naar buiten) begeeft. De geur van kattenbakken, veroorzaakt door felinine en zijn derivaten, is door deze deksels niet te voorkomen. Het enige dat enigszins helpt, is het regelmatig verschonen van de bak.